# Ото I (Равенсберг)
Вижте пояснителната страница за други личности с името Ото I.
Ото I фон Равенсберг (на немски: Otto I von Ravensberg; * ок. 1120; † 1170) e граф на Калвелаге 1138 г. и на Равенсберг 1141 – 1170 г. Пръв се нарича на замък Равенсберг.

## Биография
Той е син на граф Херман I фон Равенсберг и Калвелаге († ок. 1144) и съпругата му Юдит фон Цутфен, дъщеря на граф Ото II фон Цутфен. Брат е на Хедвиг, омъжена за Герхард I фон Хенегау, граф на Дале († 1166).
Заедно със синът си Херман и брат си Хайнрих († сл. 1176) той подарява през 1166 г. наследения си чифлик Флаесхайм за основаване на манастир Флаесхайм. Ото често е при императори, князе и епископи. Така през 1145 г. той е заедно с крал Конрад III в Аахен, За Нова година 1158 г. той е при Фридрих Барбароса в Гослар. Заедно с брат му Хайнрих същата година е в императорския двор в Кайзерсверт. През 1163 и 1168 г. Ото е при Хайнрих Лъв. Той се споменава заедно с архиепископите на Кьолн и с епископите на Мюнстер, Оснабрюк и Падерборн.

## Фамилия
Ото I се жени за Уда (или Ода, доказана 1166) и е баща на:
- Херман II († 1221), граф на Равенсберг.